# Bi Feiyu
Bi Feiyu (kinesiska: 毕飞宇, pinyin: Bì Fēiyŭ), född 1964 i Xinghua, Jiangsu, är en kinesisk författare.
Bi Feiyu debuterade med romanen Moon Opera. För romanen Tre systrar (玉米，玉秀，玉秧) som handlar om tre systrars liv under kulturrevolutionen tilldelades han Man Asian Literary Prize 2010. Han har även tilldelats två av Kinas främsta litterära priser, Lu Xun-priset (två gånger) och Mao Dun-priset 2011. 
Bi Feiyu skrev manuset till Zhang Yimous film Shanghai Triad från 1996.
På svenska finns romanerna Tre systrar och Slätten utgivna av Bokförlaget Wanzhi (översättning: Rebecka Eriksson).